# Fred Willard

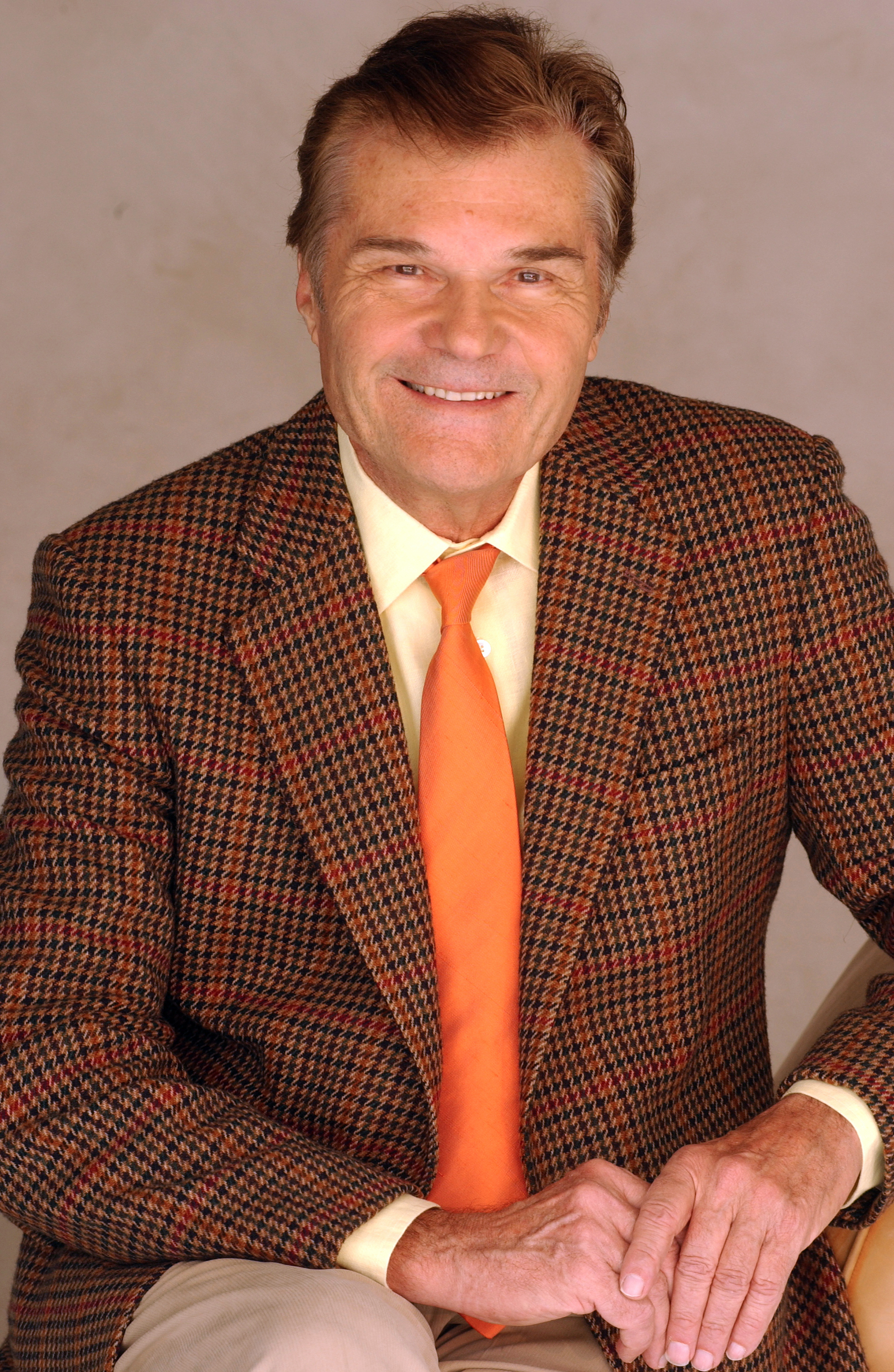
Fred Willard (2008)

Fred Willard (* 18. September 1933 in Shaker Heights, Ohio; † 15. Mai 2020 in Los Angeles, Kalifornien) war ein US-amerikanischer Schauspieler und Komiker.

## Leben
Fred Willard studierte am Kentucky Military Institute und Virginia Military Institute und beendete das Studium mit dem Bachelor of Arts in Englisch. Er galt als einer der besten Improvisationskünstler der USA und war ab Mitte der 1960er Jahre im Kino und Fernsehen mit Rollen und Serien präsent. Daneben gehörte er zu den Gründungsmitgliedern der Ace Trucking Company. Er spielte in über 300 Filmen und Serienfolgen mit, wenngleich es sich dabei meist um Nebenrollen und Gastauftritte handelte.
Nachdem er bereits seit 1966 in kleineren Rollen aufgetreten war, erlangte er allgemeine Bekanntheit 1977 in der Fernsehserie Fernwood 2 Nite. Neben mehreren Nominierungen für den Emmy erhielt er 2001 den American Comedy Award und den BSFC Award für seine Rolle im Film Best in Show. Eine besondere Beziehung verband ihn mit Christopher Guest, in dessen Mockumentary-Filmen wie This Is Spinal Tap (1984) oder Wenn Guffmann kommt (2000) er häufig mitspielte. In vielen amerikanischen Komödien war Willard in Nebenrollen zu sehen, so als Chef eines Fernsehsenders in Anchorman – Die Legende von Ron Burgundy (2004) sowie als Vater von Alyson Hannigans Figur in American Pie – Jetzt wird geheiratet (2003). Von 2009 bis in sein Todesjahr hatte Willard in der Fernsehserie Modern Family eine wiederkehrende Nebenrolle als Frank Dunphy. Noch vor der Erst-Ausstrahlung der auf Netflix veröffentlichten Serie Space Force starb Willard. Die Serie ist sein letzter Auftritt vor der Kamera.
Willard war mit Mary Lovell von 1968 bis zu ihrem Tod 2018 verheiratet, das Paar hatte eine Tochter.

## Filmografie (Auswahl)

### Spielfilme
- 1967: Teenage Mother
- 1975: Straßen der Nacht (Hustle)
- 1976: Trans-Amerika-Express (Silver Streak)
- 1979: 1998 – Die Vier-Milliarden-Dollar-Show (Americathon 1998)
- 1980: Ene Mene Mu und Präsident bist du (First Family)
- 1984: This Is Spinal Tap
- 1985: Traffic School – Die Blech- und Dachschaden-Kompanie (Moving Violations)
- 1987: Roxanne
- 1987: Ray’s Male Heterosexual Dance Hall (Kurzfilm)
- 1991: Eine Nervensäge (High Strung)
- 1994:Hart aber Herzlich  Alte Freunde sterben nie
- 1996: Wenn Guffman kommt (Waiting for Guffman)
- 1999: Die Killerhand
- 1999: Austin Powers – Spion in geheimer Missionarsstellung (Austin Powers: The Spy Who Shagged Me)
- 2000: Best in Show
- 2001: Wedding Planner – verliebt, verlobt, verplant (The Wedding Planer)
- 2001: So High
- 2003: A Mighty Wind
- 2003: American Pie – Jetzt wird geheiratet (American Wedding)
- 2004: Harold & Kumar (Harold & Kumar Go to White Castle)
- 2004: Anchorman – Die Legende von Ron Burgundy (Anchorman: The Legend of Ron Burgundy)
- 2004: Wake Up, Ron Burgundy: The Lost Movie
- 2005: Lovewrecked – Liebe über Bord (Love Wrecked)
- 2006: Date Movie
- 2007: Fantastic Movie (Epic Movie)
- 2007: Hauptsache verliebt (I Could Never Be Your Woman)
- 2008: WALL·E – Der Letzte räumt die Erde auf (WALL·E)
- 2011: Mein Freund aus der Zukunft (My Future Boyfriend)
- 2012: The Magic of Belle Isle – Ein verzauberter Sommer (The Magic of Belle Isle)
- 2013: Anchorman 2 – Die Legende kehrt zurück (Anchorman 2: The Legend Continues)
- 2014: The Birder Movie (Kurzfilm)
- 2016: Max Rose
- 2016: Fifty Shades of Black
- 2018: The Bobby Roberts Project

### Fernsehen
- 1988: Mein Vater ist ein Außerirdischer (Out of This World, eine Folge)
- 1991: Mord ist ihr Hobby (Murder, She Wrote, eine Folge)
- 1991: Golden Girls (eine Folge)
- 1992: Eine schrecklich nette Familie (Married… with Children, eine Folge)
- 1994–1996: Alle unter einem Dach (Family Matters, drei Folgen)
- 1995–1997: Roseanne (8 Folgen)
- 1996: Sister, Sister (drei Folgen)
- 1996: Clueless – Die Chaos-Clique (Clueless, eine Folge)
- 1996: Friends (eine Folge)
- 1996–1997: Superman – Die Abenteuer von Lois & Clark (Lois & Clark: The New Adventures of Superman, drei Folgen)
- 1997: Diagnose: Mord (Diagnosis Murder, eine Folge)
- 1997: Eine starke Familie (Step by Step, eine Folge)
- 1998: Sabrina – Total Verhext! (Sabrina, the Teenage Witch, eine Folge)
- 1998: Ein Trio zum Anbeißen (Two Guys, a Girl and a Pizza Place, eine Folge)
- 1998–1999: Verrückt nach dir (Mad About You, fünf Folgen)
- 2000: Allein unter Nachbarn (The Hughleys, zwei Folgen)
- 2001: Ally McBeal (zwei Folgen)
- 2001–2002: Meine Familie – Echt peinlich (Maybe It’s Me, 22 Folgen)
- 2003: Die wilden Siebziger (That ’70s Show, eine Folge)
- 2003–2005: Alle lieben Raymond (Everybody Loves Raymond, 14 Folgen)
- 2003–2005: MADtv (zwei Folgen)
- 2006: Fred Willard’s American Festivals
- 2007–2008: Back to you (17 Folgen)
- 2007: Stargate – Kommando SG-1 (Stargate SG-1, eine Folge)
- 2008: Pushing Daisies (1 Folge)
- 2009–2020: Modern Family (14 Folgen)
- 2009: Die Zauberer vom Waverly Place (Wizards of Waverly Place, zwei Folgen)
- 2010: Castle (eine Folge)
- 2013: Family Tree (drei Folgen)
- 2014–2015: Reich und schön (The Bold and the Beautiful, sieben Folgen)
- 2016: The Odd Couple (zwei Folgen)
- 2020: Space Force (Fernsehserie)

Daneben diverse Auftritte in der Jay Lenos The Tonight Show und der NBC-Show Saturday Night Live.